# Harry De Paepe
Pour les articles homonymes, voir De Pape.
Harry De Paepe, né le 25 mai 1981 à Termonde (province de Flandre-Orientale), est un historien, écrivain, scénariste de bande dessinée et enseignant belge néerlandophone.

## Biographie

### Jeunesse
Harry De Paepe naît le 25 mai 1981 à Termonde.
Il est professeur d'histoire à l'athénée de Termonde. 
Il s'intéresse à l'histoire et au Royaume-Uni. 
Il écrit des livres et des chroniques, à ce sujet et est régulièrement invité à apparaître dans des programmes de radio et de télévision.
Il est spécialiste de la politique anglaise du quotidien Doorbraak,.
Il est l'auteur, entre autres, de Stiff Upper Lips [« Les lèvres supérieures raides : Pourquoi les Anglais sont si anglais »] (2017, Uitgeverij Vrijdag), « L'Agneau mystique. Admiré et volé » (Ballon Media, 2020) et le diptyque Het verhaal van Vlaanderen (nl) dessiné par Frodo De Decker et dont la mise en couleur est assurée par Shirow Di Rosso [« L'histoire de la Flandre – L'histoire de la préhistoire à nos jours »] (Standaard Uitgeverij, 2022). Ses livres les plus récents sont Kroon en scepter [« Couronne et sceptre »] (Manteau, 2023) et God Save King Charles ! [« Dieu sauve le roi Charles ! »] (Ertsberg, 2023) et Boerenkrijg !, [« Guerre des Paysans ! »] (Clio, 2023).
En 2020, il sort le roman graphique L'Agneau mystique mis en image par l'illustrateur Jan Van Der Veken publié aux éditions Casterman,,,,.
En tant qu'expert de l'Angleterre, il est membre de la Royal Historical Society de Londres.

### Vie privée
Il réside à Berlare en 2023.

## Œuvres

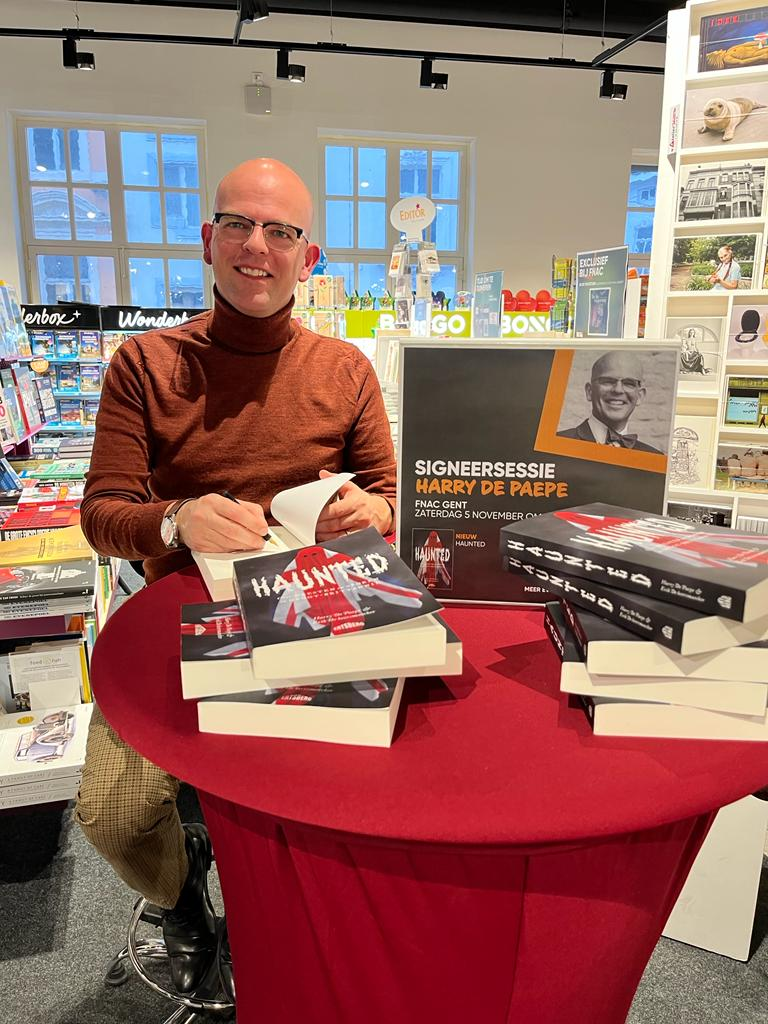
Séance de dédicace en 2022.

### Roman graphique
- L'Agneau mystique[12],[13],[19], Casterman, Bruxelles, 12 février 2020
Scénario : Harry De Paepe - Dessin et couleurs : Jan Van Der Veken -  (ISBN 978-2-203-21014-1),Format comics.

### Œuvres non traduites en français
| De twee kanten van het Kanaal, Anvers, Uitgeverij Vrijdag, 2019 (ISBN 9789460018305) |
| Sausage, Anvers, Vrijdag, 2020 (ISBN 9789460019302)                                  |
| Stiff upper lips, Anvers, Vrijdag, 2020 (ISBN 9789460018664)                         |
| Haunted, Aalter, Ertsberg, 2022 (ISBN 9789464369663)                                 |
| God Save King Charles !, Aalter, Ertsberg, 2023 (ISBN 9789464369960)                 |
| Kroon en scepter, Anvers, Manteau, 2023 (ISBN 9789022339930)                         |
| Boerenkrijg, !, Clio, 2023 (ISBN 9789493306547)                                      |

Harry en public
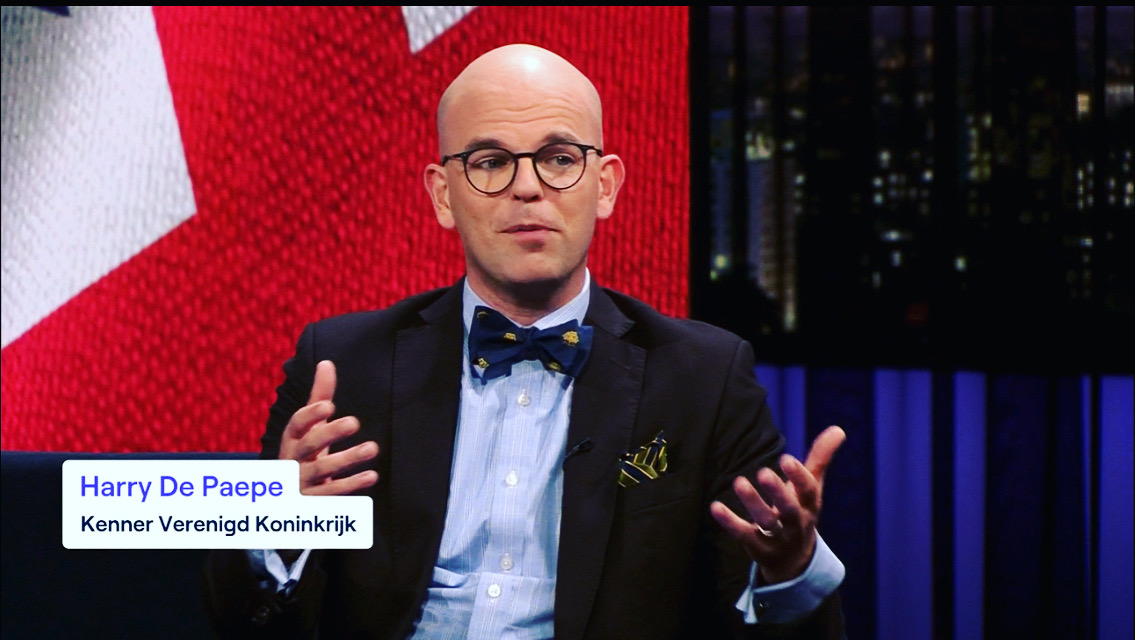
Passage sur la chaîne de télévision publique en Flandre en 2024.
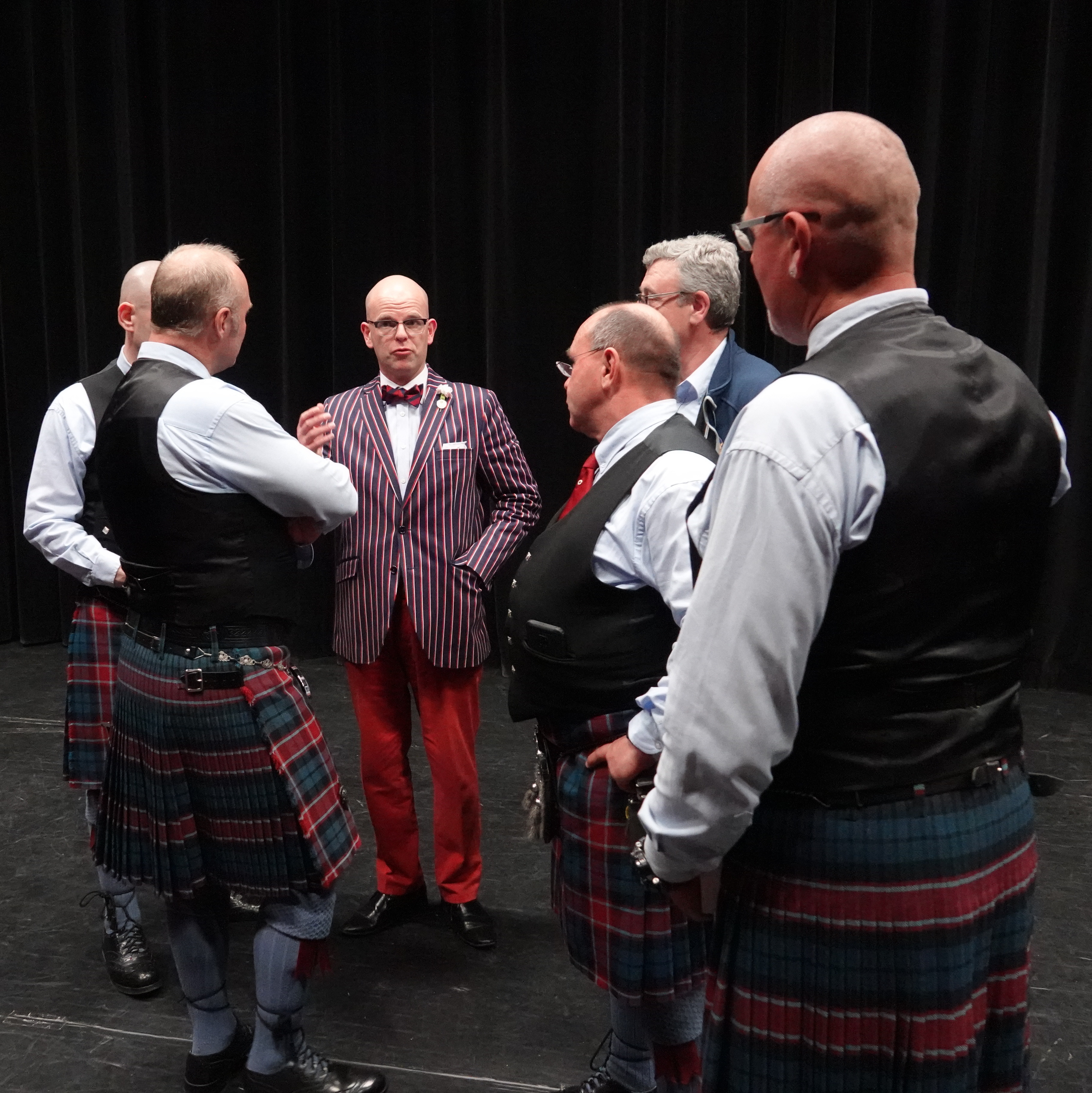
(au centre) en 2023.
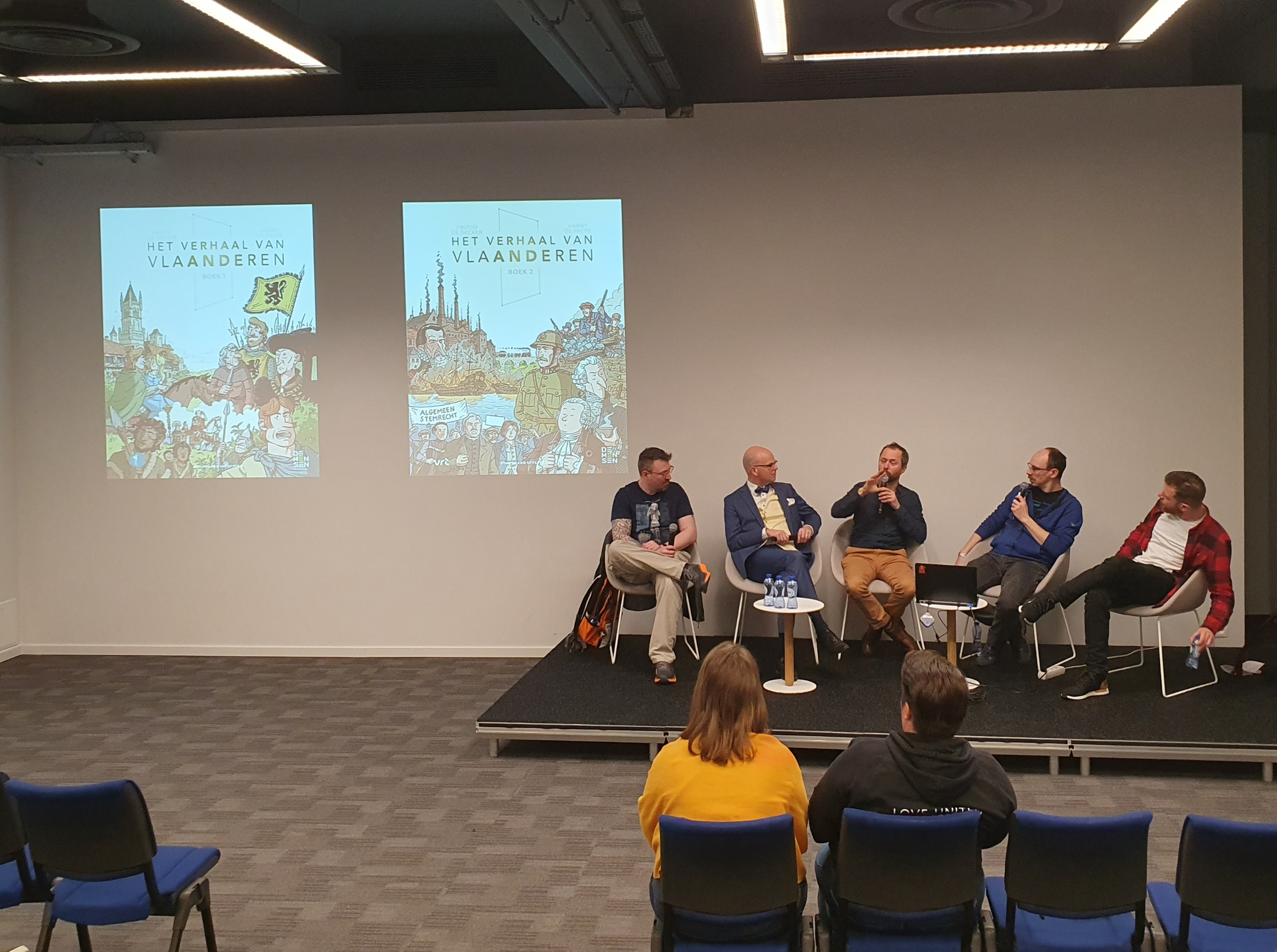
Interview avec Shirow Di Rosso (gauche), Harry De Paepe, Frodo De Decker (centre) en 2023.

## Prix et distinctions
- 2018 : Trophée LangZullenWeLezen [« Tant que nous lirons »] catégorie Histoire décerné par la VRT et partagé avec Flip Feyten pour Stiff Upper Lips[20].

#### Livres
: document utilisé comme source pour la rédaction de cet article.
- Philippe Mellot, Michel Denni, Laurent Turpin et Isabelle Morzadec, Trésors de la bande dessinée : BDM 2023-2024 - Catalogue encyclopédique et Argus, Paris, Les Arènes, novembre 2022, 23e éd., 1677 p., ill. ; 23 cm (ISBN 9791037507280, OCLC 1351462460, présentation en ligne), p. 37. .

#### Articles
- (nl) Harry De Paepe (interviewé par Marnix Verplancke), « “Zolang zij er is, zal in het Verenigd Koninkrijk de republiek niet uitgeroepen worden.” : Interview met Harry de Paepe, auteur van Sausage », Bazarow Magazine, no 35,‎ 2020 (lire en ligne, consulté le 11 mars 2024).
- (nl) Harry De Paepe (interviewé par Marten Rabaey), « Verenigd Koninkrijk-kenner Harry De Paepe: ‘Ik denk niet dat Charles heel vrolijk wordt als koning. Je ziet dat hij het ondergaat’ », De Morgen,‎ 22 avril 2023 (lire en ligne , consulté le 11 mars 2024).
- (nl) Harry De Paepe (interviewé par Stijn Derudder), « Interview : Anglofiel Harry De Paepe: “De Britse republikeinen zullen luider dan ooit manifesteren tegen de monarchie” », Pal,‎ 27 avril 2023 (lire en ligne , consulté le 12 mars 2024).